# Lepidostoma grande
Lepidostoma grande är en nattsländeart som först beskrevs av Banks 1931.  Lepidostoma grande ingår i släktet Lepidostoma och familjen kantrörsnattsländor. Inga underarter finns listade i Catalogue of Life.